# 1906 en Belgique
Chronologie de la Belgique
- 1902
- 1903
- 1904
- 1905
- 1906
- 1907
- 1908
- 1909
- 1910

Cette page recense des événements qui se sont produits durant l'année 1906 en Belgique.

## Événements
- 19 avril: naufrage du navire-école Comte de Smet de Naeyer.
- 27 mai : victoire du Parti catholique aux élections législatives
- Le cardinal Mercier s'oppose fermement à l'idée d'un enseignement supérieur dispensé en « flamand »[1].
- Félicien Cattier publie une Étude sur la situation de l'État indépendant du Congo, un réquisitoire contre les pratiques abusives de ce territoire appartenant au roi Léopold II[2].

## Culture

### Architecture

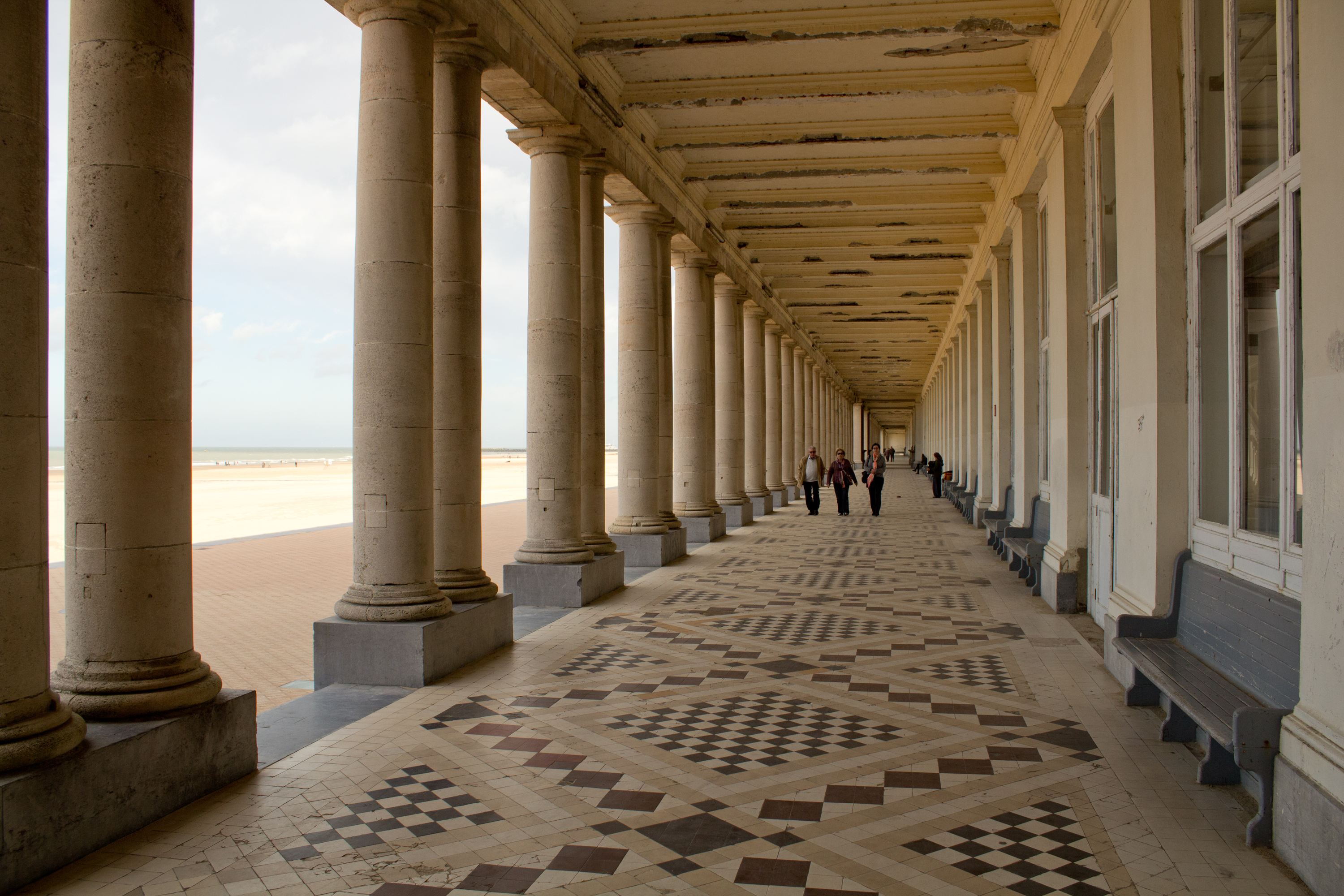
Galeries royales d'Ostende (Style néoclassique, Charles Girault)
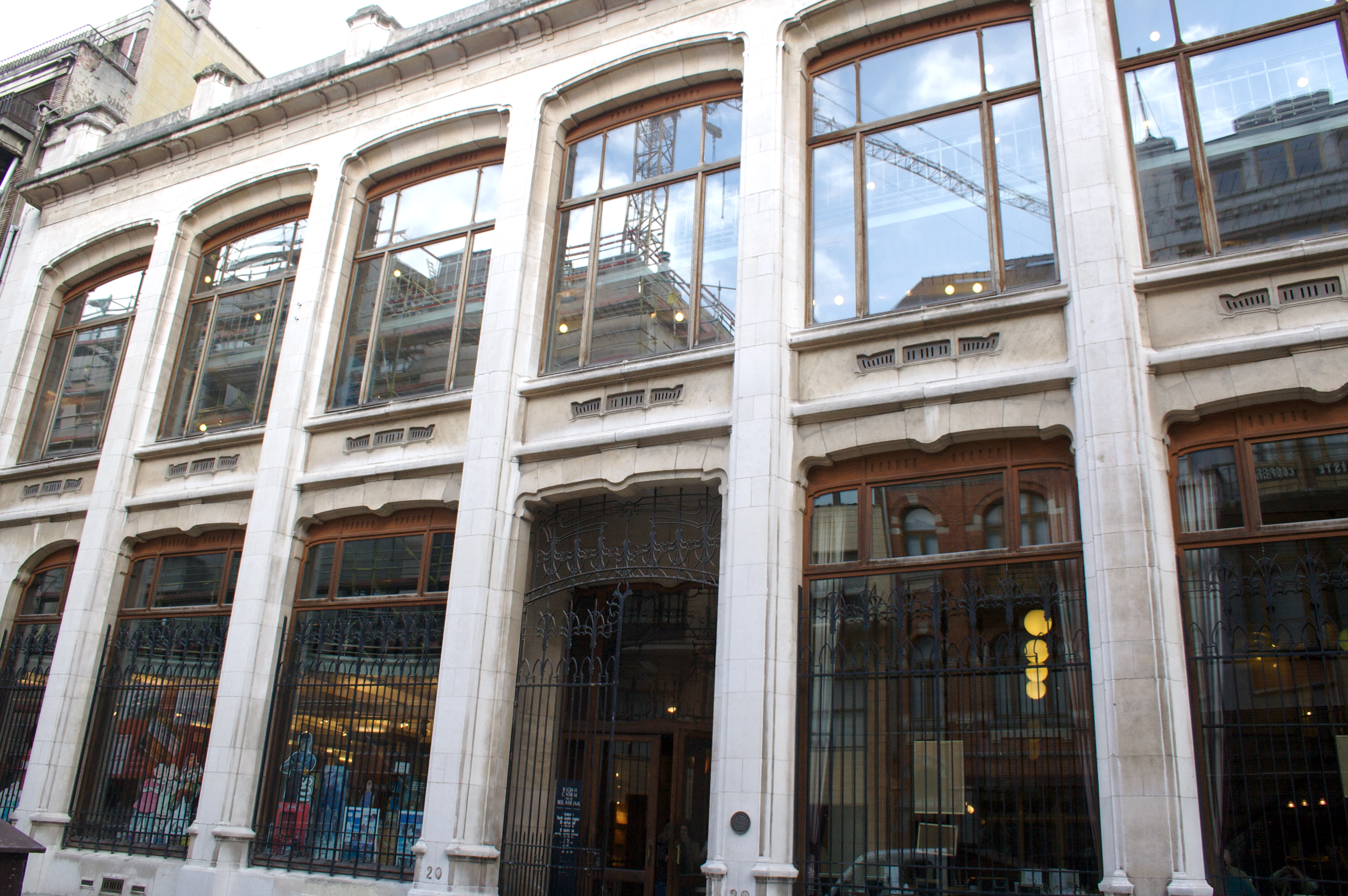
Magasins Waucquez (Art nouveau, Victor Horta)
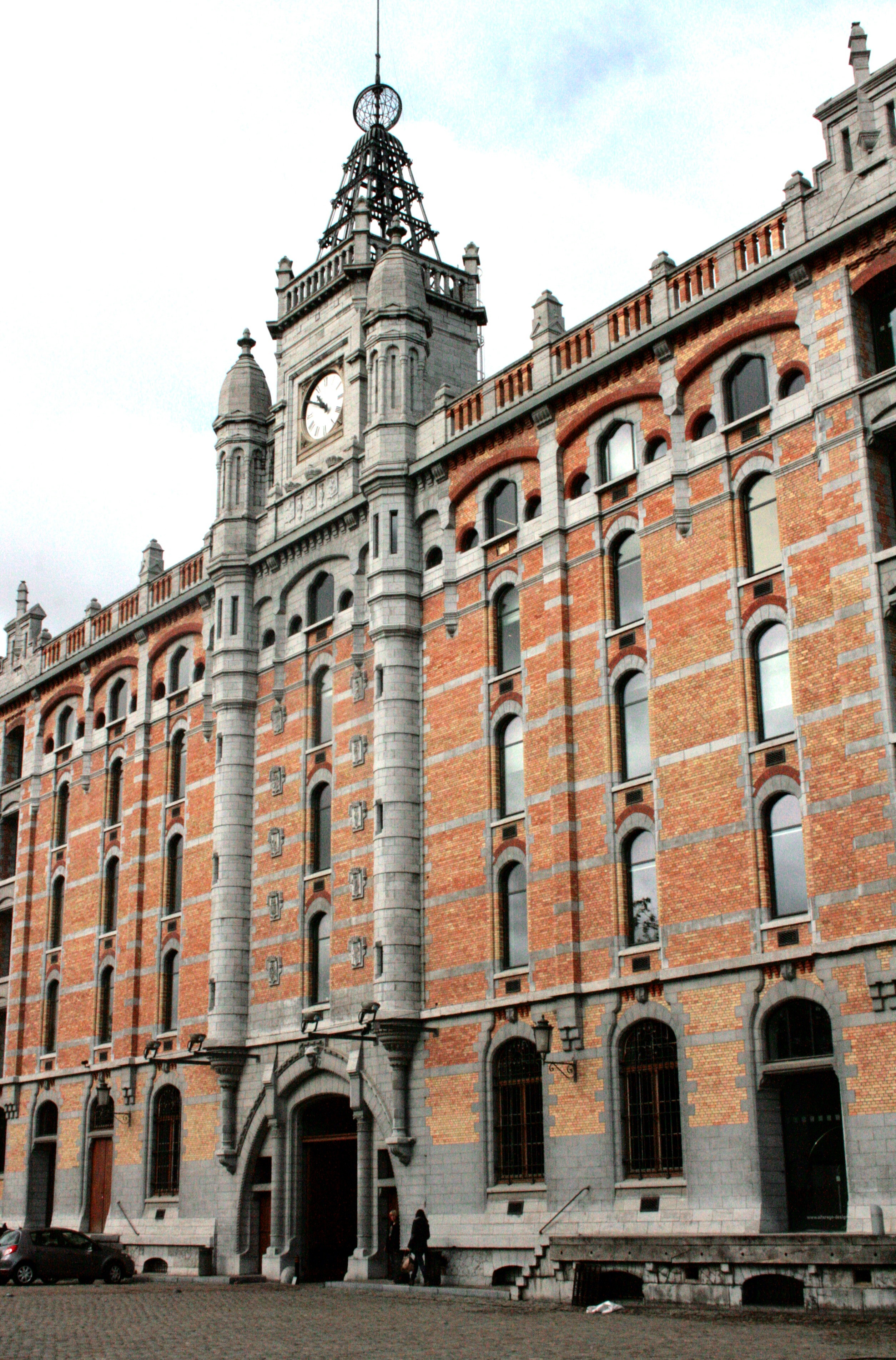
Entrepôt royal de Tour et Taxis (Bruxelles)

### Arts
- Fondation du cercle artistique L'Estampe[3].

### Littérature
- L'Anémone des mers, recueil de Jean Dominique[4].
- La Multiple Splendeur, recueil d'Émile Verhaeren[5].
- Pain quotidien, recueil d'Henri Vandeputte[6].

## Naissances
- 19 février : Joseph Wauters, coureur cycliste († 8 août 1975).
- 4 mars : Georges Ronsse, coureur cycliste († 4 juillet 1969).
- 22 mars : Marcel Hastir, peintre († 2 juillet 2011).
- 3 juillet : Fernand Dehousse, homme politique († 10 août 1976).
- 7 juillet : Léon Louyet, coureur cycliste († 19 mai 1973).
- 5 aout : Francis Walder, écrivain d'expression française († 16 avril 1987).
- 27 octobre : Joseph Dervaes, coureur cycliste († 12 avril 1986).

## Décès
- 25 janvier : Pierre-Lambert Goossens, cardinal, archevêque de Malines-Bruxelles (° 18 juillet 1827).
- 27 janvier : Prosper Drion, sculpteur (° 2 juillet 1822).
- 29 août : Alfred Stevens, peintre (° 11 mai 1823).